# Ален Бомбар
Ален Бомбар (фр. Alain Bombard; 27 жовтня 1924, Париж — 19 липня 2005, Тулон) — французький лікар, біолог, мандрівник і політик. У 1952 році як науковий досвід з виживання перетнув на одномісному гумовому човні під вітрилом Атлантичний океан від Канарських островів до Барбадосу (4400 кілометрів) за 65 днів (з 19 жовтня по 22 грудня). У дорозі харчувався спійманою рибою і планктоном. Дослід завершився успішно.

## Передісторія

Ален Бомбар і Джек Палмер

Навесні 1951 року, молодий лікар-інтерн Ален Бомбар брав участь у порятунку команди судна «Нотр-Дам-де-Пейраг». Траулер заблукав у тумані й розбився на молі Карно. Попри те, що допомога надійшла через кілька годин, нікого з 43 моряків не вдалося врятувати.

Приголомшений трагедією, Бомбар задумався над тим, чому люди, які потрапили у корабельну аварію, гинуть у перші три дні після неї, хоча резерви людського організму дозволяють проіснувати більший час. Через деякий час він зробив висновок.
|  | Жертви легендарних аварій кораблів, загиблі передчасно, я знаю: вас вбило не море, вас вбив не голод, вас вбила не спрага! Розгойдуючись на хвилях під жалібні крики чайок, ви померли від страху |

— так заявив він на початку 1950-х років.Бомбар вважав, що людина цілком в змозі перенести одиночне трансокеанське плавання без їжі, і вирішив довести це особисто.

## Плавання через Атлантику

### Мета та умови
Ален Бомбар вирішив вирушити в тривале морське плавання, поставивши себе в умови «людини за бортом», щоб на власному досвіді довести наступне : 1. Людина не потоне, якщо як рятувальним засобом користуватиметься надувним рятувальним плотом. 2. Людина не помре від голоду і не захворіє на цингу, якщо живитиметься планктоном і сирою рибою. 3. Людина не помре від спраги, якщо питиме вичавлений з риби сік, і впродовж 5-6 днів — морську воду.
Саме тому він ухвалив принципове рішення не брати з собою на борт ні запасу їжі, ні питну воду.
Підготовка до плавання зайняла близько року й охоплювала не тільки матеріальну, але й психологічну складову. Пів року Бомбар вивчав хімічний склад морських риб і дійшов висновку, що соком, вичавленим з тіла риб, можна задовольнити потребу в прісній воді. Морську воду також можна пити без великої шкоди для організму невеликими порціями протягом 5 днів, це допоможе уникнути зневоднення організму.

### Плавання
Ален Бомбар вже мав досвід плавань — з Монако в Мінорку (25 травня — 11 червня), з Танжера до Касабланки (13 — 20 серпня), і з Касабланки в Лас-Пальмас (24 серпня — 3 вересня).
Спочатку Ален планував перетнути Атлантику разом з двома добровольцями на надувному плоті. Однак розміри гумового човна, виготовленого на замовлення, не дозволяли розміститися на ній трьом особам. Теоретична команда скоротилася до двох людей. Вибір Бомбара зупинився на англійському яхтсмені Д. Палмері — другові і товаришу по монакському плаванню, але в результаті він поплив один. Джек Пальмер відмовився від участі в експерименті.
19 жовтня 1952 Ален, побачившися з новонародженою дочкою, почав своє одиночне плавання через Атлантику. Він виплив на надувному човні довжиною 4,5 метра, названим «Єретик», з порту Пуерто-де-ла-Лус, столиці Канарських островів Лас-Пальмаса.
У ході плавання Ален пережив неймовірні труднощі, як фізичні, так і психологічні. Наприклад, повну самотність, голод, спрагу, шторми. Під час першого шторму йому довелося вичерпувати воду з човна звичайним капелюхом.
|  | Досі я сам не можу зрозуміти, як мені вдалося, холонучи від жаху, протриматися таким чином дві години.Той, хто потерпів корабельну аварію, завжди будь упертіший, ніж море, і ти переможеш! |

На борту човна, згідно з метою, яку прийняв Ален, не було ні вудочок, ні гачків. Він виживав рибальством (використовуючи рибу як їжу і джерело прісної води) за допомогою саморобного гарпуна і гачків, і збором планктону за допомогою невеликої сітки. У невеликих кількостях близько тижня доктор пив і морську воду, а усю решту часу — вичавлений з риби сік. Прісну воду вдавалося збирати в невеликій кількості у вигляді конденсату. Бомбар упродовж усього плавання вів спостереження за своїм станом і записував їх в щоденник.
23 грудня 1952 року «Єретик» підійшов до берега острова Барбадос.За час плавання доктор втратив вагу, від засмаги та солоної води шкіра покрилася гнійниками та злізала клаптями, деякі нігті вросли та випали, він пережив 14-денну діарею. При цьому тиск залишався в нормі під час всього плавання. Попри те, що в цілому організм відновився, деякі проблеми, наприклад з хребтом, залишалися у дослідника все життя.

### Наслідки
Своїм експериментом Ален Бомбар підтвердив, що людський організм має величезні резерви, які допомагають йому витримати несприятливі умови, а також те, що для виживання важливе значення має не тільки фізична, фізіологічна, але й психологічна складова. Плавання Бомбара було важливим для розвитку медицини катастроф, появи підручників з теорії виживання та ін.
Саме завдяки йому в 1960 році Лондонська конференція із забезпечення безпеки мореплавання ухвалила рішення про оснащення судів рятувальними плотами.

## Подальша діяльність
По матеріалах подорожі Ален Бомбар написав книгу Сам в океані (в укр.перекладі), займався науково-дослідною, природоохоронною, політичною діяльністю.
У 1974 році він приєднався до соціалістичної партії та групи екологічного тиску, працював в органах місцевого самоврядування. У 1981 році ненадовго став міністром навколишнього середовища. З 1981 по 1994 рік — член Європейського парламенту.
Також Бомбар був причетний до трагедії в районі Лорієнта в 1958 році, коли під час випробувань човна нового типу потонуло вісім чоловіків.
Помер 19 липня 2005 року у госпіталі м. Тулон, Франція у віці 80 років.

## Родина
Бомбар народився у сім'ї медичних працівників.
15 липня 1952 року одружився з Джінетт Брунон, з якою мав п'ятеро дітей.